# Palermo (Dakota du Nord)
Pour les articles homonymes, voir Palermo.
La ville de Palermo (en anglais [ˈpælərmoʊ]) est située dans le comté de Mountrail, dans l’État du Dakota du Nord, aux États-Unis. Sa population s’élevait à 74 habitants lors du recensement de 2010, estimée à 84 habitants en 2016.

## Démographie
| 1910 | 1920 | 1930 | 1940 | 1950 | 1960 |
| ---- | ---- | ---- | ---- | ---- | ---- |
| 177  | 179  | 205  | 178  | 150  | 188  |

| 1970 | 1980 | 1990 | 2000 | 2010 | - |
| ---- | ---- | ---- | ---- | ---- | - |
| 146  | 97   | 95   | 77   | 74   | - |